# Harry Steel

Zawodnik Ohio State Buckeyes

Harry Dwight Steel (ur. 8 kwietnia 1899 w Sparta, zm. 8 października 1971 w London) – amerykański zapaśnik walczący w stylu wolnym. Złoty medalista olimpijski z Paryża 1924, w wadze ciężkiej.
Zawodnik Canton McKinley High School z Canton i Ohio State University.

## Letnie Igrzyska Olimpijskie 1924
| Konkurencja       | Rundy eliminacyjne       | Rundy eliminacyjne   | Rundy eliminacyjne    | Klas. końcowa |
| Konkurencja       | Ćwierćfinał              | Półfinał             | Finał                 | Miejsce       |
| ----------------- | ------------------------ | -------------------- | --------------------- | ------------- |
| +87 kg styl wolny | Archie MacDonald (GBR) Z | Henri Wernli (SUI) Z | Ernst Nilsson (SWE) Z | 1.            |